# Roque de los Muchachos
Roque de los Muchachos é o pico rochoso que é o ponto mais alto da ilha de La Palma, nas Canárias e um dos mais altos da Macaronésia. A altitude máxima é de 2426 m sobre o nível médio do mar, sendo o segundo pico mais alto do arquipélago das Canárias. No alto do Roque de los Muchachos, devido à grande qualidade do céu para efeitos de observação, situa-se o Observatório Astrofísico do Roque de los Muchachos. O Roque de los Muchachos fecha a Caldeira de Taburiente na zona norte. Do cume vê-se Tenerife, La Gomera e El Hierro.
A zona está englobada no Parque Nacional da Caldeira de Taburiente.

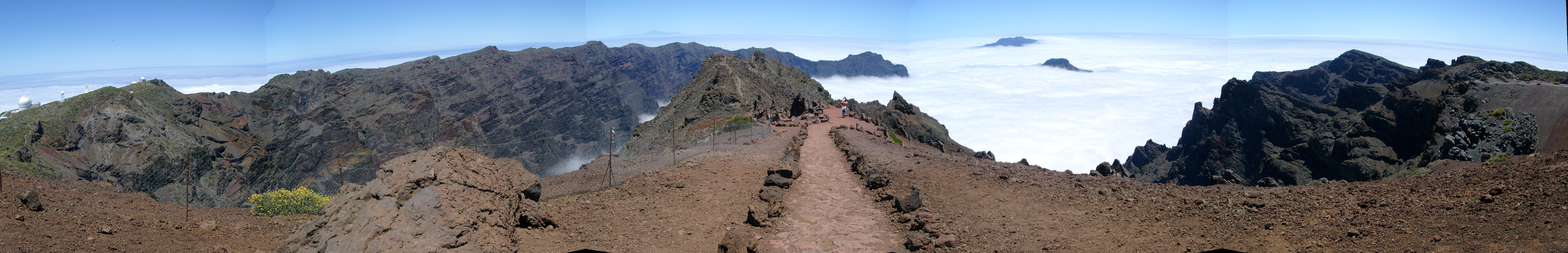
Panorama do topo de Roque de los Muchachos